# Bencia, California
Benicia este un oraș situat pe malul apei în comitatul Solano, California, se află în regiunea North Bay din Golful San Francisco. În 1853, acesta a devenit capitala Californiei pentru aproape treisprezece luni, până în 1854. Potrivit recensământului din 2010, populația orașului era de 26.997 de locuitori. Benicia este situat de-a lungul malului nordic al strâmtorii Carquinez, la est de Vallejo și peste strâmtoare de Martinez.

## Geografie
Potrivit Biroului de Recensământ al Statelor Unite, Benicia este un oraș aflat în partea de nord a strâmtorii Carquinez, în comitatul Solano, statul California. Orașul se întinde pe o suprafață totală de 41 km2, dintre care 33 km2 sunt terenuri uscate și 7,3 km2 reprezintă apele teritoriale, ceea ce înseamnă că apa acoperă aproximativ 17,75% din suprafața totală a orașului.

## Istorie

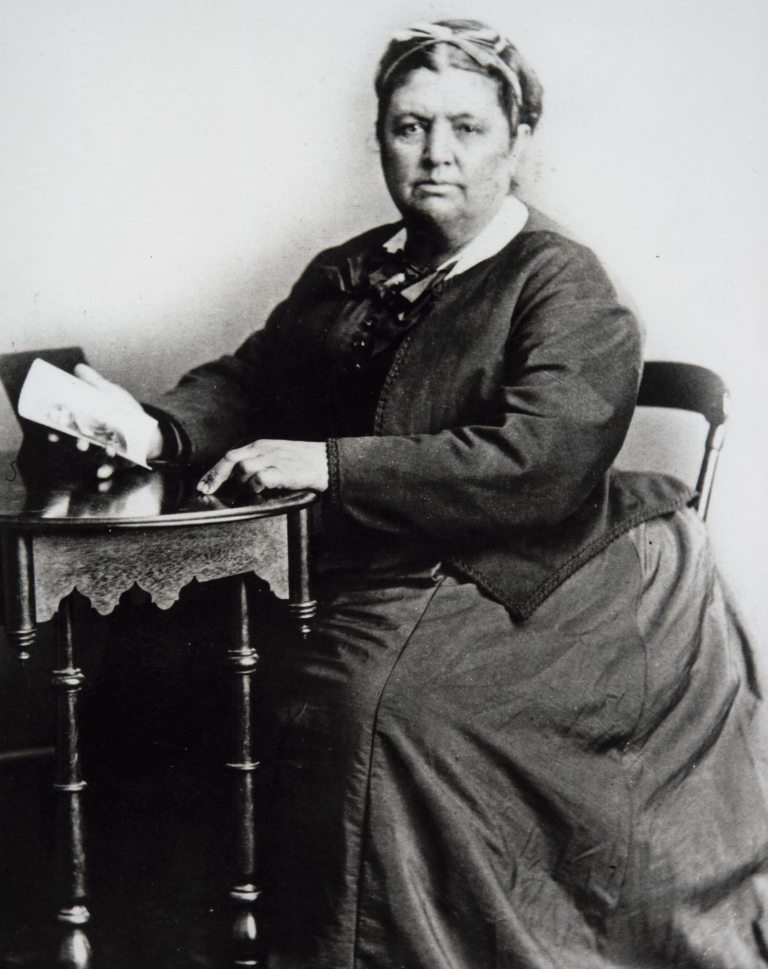
Benicia este numită în cinstea Franciscăi Benicia Carillo de Vallejo, cunoscută sub numele de Doña Benicia.

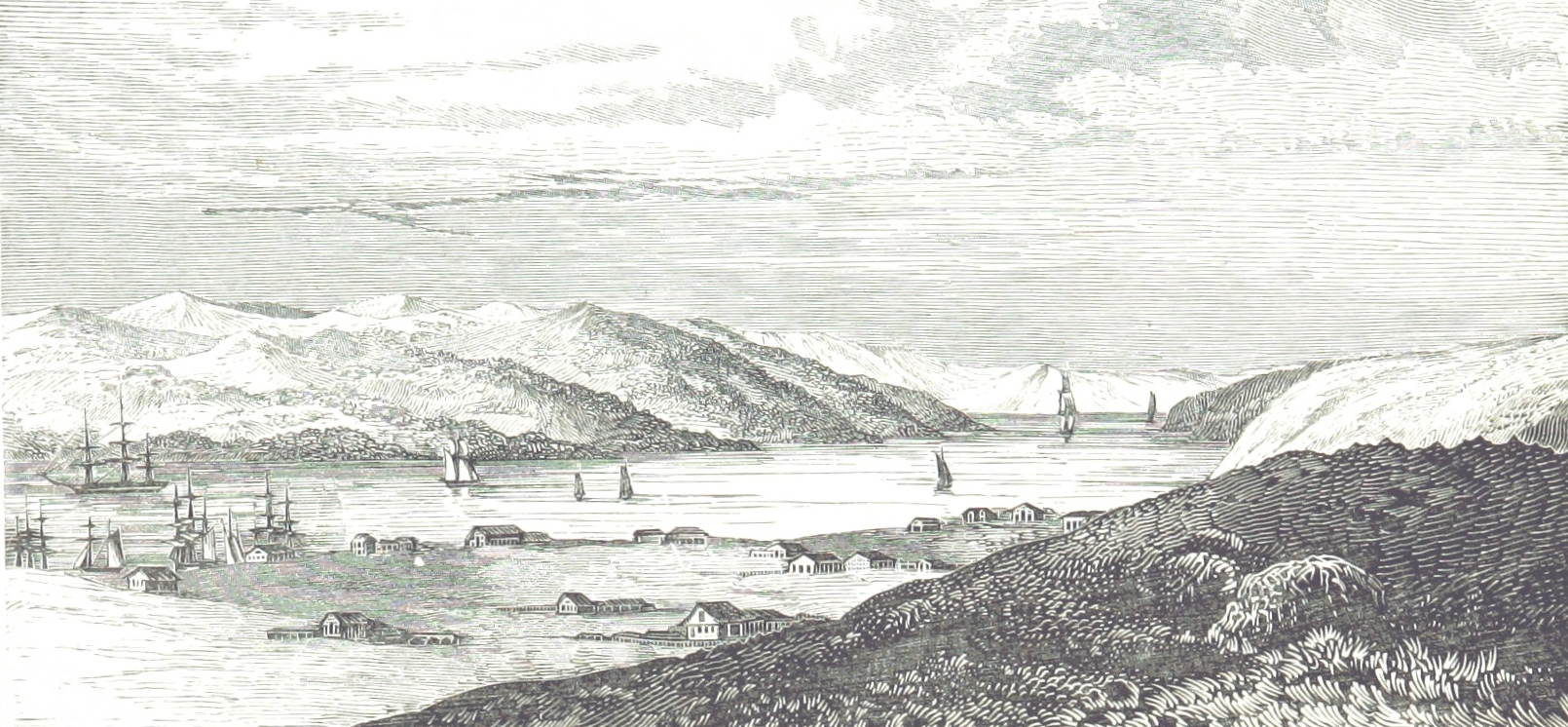
Vedere a orașului Benicia în 1850.

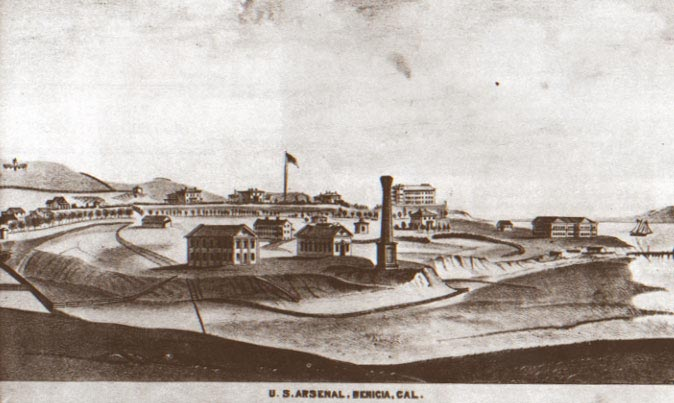
Arsenalul Benish din Benicia în 1878.

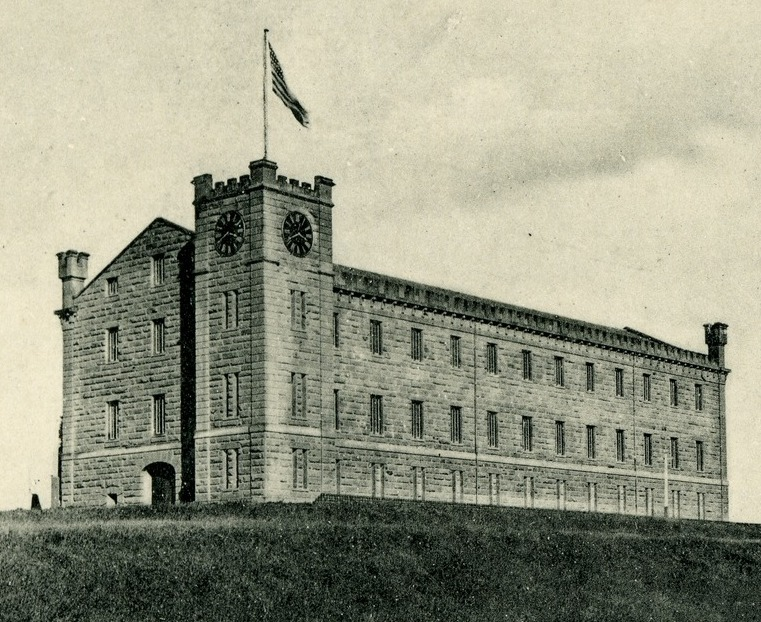
Arsenalul Benish din Benicia în 1878.

Orașul Benicia, a fost fondat la 19 mai 1847 de către Dr. Robert Semple, Thomas O. Larkin și Comandantul General Mariano Guadalupe Vallejo. Orașul a fost construit pe un teren pe care Generalul Vallejo le-a cumpărat în decembrie 1846 și a fost numit cinstea soției generalului, Francisca Benicia Carillo de Vallejo.
Francisca Benicia a fost membră a familiei Carrillo din California, o dinastie californiană proeminentă. Generalul Vallejo a intenționat inițial ca orașul să fie numit "Francisca", dar acest nume a fost abandonat atunci când fostul oraș "Yerba Buena" și-a schimbat numele în "San Francisco". Astfel, Vallejo a ales al doilea prenume al soției sale și a numit orașul Benicia.
În memoriile sale, William Tecumseh Sherman susținea că Benicia era "cel mai bun loc natural pentru un oraș comercial" din regiune.
În februarie 1848, o veste importantă a ajuns la o tavernă din Benicia: a fost descoperit aur la Sutter's Mill, ceea ce a declanșat goana după aur din California. Benicia a devenit o stație importantă pe drumul spre Sierras, fiind un punct de oprire pentru căutătorii de aur și pentru cei care se îndreptau spre vest.
În martie 1850, Benicia a devenit unul dintre primele orașe constituite în California, la o lună după Sacramento. De asemenea, Benicia a fost sediul inițial al comitatului Solano. Înainte de construirea primăriei din Benicia, etajul inferior al sălii masonice a fost folosit ca sală de judecată și birouri ale comitatului. Clădirea a fost construită în 1850, cu cherestea donată de fondatorul orașului, Robert Semple, pe un teren donat de Alexander Riddell.
Cu toate acestea, în 1858, sediul comitatului a fost mutat la Fairfield. Benicia a rămas un oraș important, dar a pierdut poziția de capitalăa comitatului. 
Prima capitală a statului California a fost San José. Cu toate acestea, autoritățile au constatat că orașul nu îndeplinea cerințele necesare pentru o capitală de stat și că trebuia să fie mutată în altă parte. Astfel, în 1851, capitala Californiei a fost relocată la Vallejo, situată aproape de golful San Francisco.
În 1852, Adunarea Legislativă a Californiei s-a adunat pentru prima dată în Vallejo, însă clădirea guvernamentală nu era încă gata, astfel încât locația sesiunii a fost mutată la Sacramento. În 1853, Adunarea Legislativă s-a întors la Vallejo, dar doar pentru a anunța oficial mutarea capitalei statului la Benicia, care a avut loc la 4 februarie 1853. Benicia a fost aleasă pentru a fi noua capitală a statului, deoarece era situată strategic între Sacramento și San Francisco, două dintre cele mai importante orașe ale Californiei.
După ce a fost desemnată capitală a statului California, Benicia a găzduit Adunarea Legislativă timp de aproximativ un an, între 11 februarie 1853 și 25 februarie 1854. Cu toate acestea, orașul a fost considerat inadecvat ca locație permanentă pentru capitala statului. Clima nefavorabilă, condițiile de locuit precare și insecuritatea au fost principalele motive care au dus la luarea deciziei de a muta capitala la Sacramento în 1854.
La înființarea orașului Benicia, în 1847, a fost construită o cazarmă numită Benish, care a fost ulterior extinsă și transformată în Arsenalul Benish în 1852. În 1855, spațiile din Arsenalul Benish au fost utilizate pentru a găzdui Corpul american de cămile, o inițiativă guvernamentală care a avut o viață scurtă. Astăzi, clădirea Arsenalului Benish găzduiește Muzeul istoric Benicia, care prezintă istoria orașului și a regiunii înconjurătoare.
În perioada 1860-1861, Benicia a fost indirect implicată în serviciul de curierat Pony Express. Când călăreții Pony Express pierdeau legătura cu vaporul din Sacramento, aceștia continuau drumul către Benicia și traversau apoi golful cu feribotul către Martinez. Acesta era un traseu alternativ care le permitea să își ducă sarcinile la destinație în timp util.
La data de 5 iulie 1889, unul dintre cele mai faimoase meciuri de box din istorie, între James Corbett și Joe Choinski. Meciul a fost organizat într-un cadru neobișnuit, pe o barjă plutitoare pe râul Sacramento, din cauza legilor stricte care interziceau boxul în California la acea vreme.
În 1879, compania Central Pacific Railroad a schimbat ruta feroviară transcontinentală, redirecționând secțiunea Sacramento-Oakland prin intermediul unui feribot feroviar care opera între Benicia și Port Costa. Această schimbare a adus beneficii economice semnificative pentru Benicia, în special pentru industria de transport și comerț. Cu toate acestea, după construirea unui pod de cale ferată în apropiere de Martinez în 1930, orașul a suferit o recesiune economică care a durat până la cel de-al Doilea Război Mondial.
Al Doilea Război Mondial a avut un impact semnificativ asupra activităților Arsenalului Benish din Benicia. După bombardamentul de la Pearl Harbor, în decurs de 24 de ore, 125 de convoaie de camioane au golit depozitele arsenalului. În timp ce în anul 1940, Arsenalul avea doar 85 de angajați civili, în octombrie 1942 numărul acestora ajunsese la 4.545.
Din cauza lipsei acute de forță de muncă, Arsenalul a fost nevoit să angajeze prizonieri de război italieni (250) și germani (400), precum și 150 de tineri delincvenți în 1944. În timpul Războiului din Coreea, numărul muncitorilor de la Arsenal a atins un maxim istoric de 6.700. 
În anii 1960, două evenimente importante au schimbat cursul istoriei orașului Benicia. În primul rând, Arsenalul Benish a fost închis, ceea ce a avut un impact semnificativ asupra economiei orașului. În al doilea rând, s-au deschis trei poduri, două rutiere și unul feroviar, între Benicia și orașul vecin Martinez, ceea ce a deschis orașul spre oportunitățile din zona metropolitană a orașelor San Francisco și Oakland.
În data de 20 decembrie 1968, un criminal în serie cunoscut sub numele de Zodiac a comis primele sale crime în zona Benicia. Aceste crime au fost urmate de alte atacuri în alte zone din nordul Californiei, iar Zodiacul a devenit unul dintre cei mai infamii criminali în serie din istoria SUA.
În prezent, Benicia este un oraș dormitor, cu o populație de aproximativ 28.000 de locuitori. 

## Date demografice
Potrivit Recensământului Statelor Unite din 2010, orașul Benicia avea o populație de 26.997 de locuitori. Densitatea populației era de 1.717,4 locuitori pe milă pătrată (663,1/km2). Compoziția rasială a orașului era formată din 72,5% albi, 5,6% afro-americani, 0,5% nativi americani, 11,1% asiatici, 0,4% din insulele Pacificului, 3,3% din alte rase și 6,7% din două sau mai multe rase. De asemenea, 12,0% din populația orașului erau de origine hispanică sau latino-americană, indiferent de rasă.
Conform aceluiaș recensământ, populația orașului Benicia era dispersată în mod egal în toate grupele de vârstă, cu 23,4% (6.317) persoane cu vârsta sub 18 ani, 7,1% (1.923) cu vârste cuprinse între 18 și 24 de ani, 22,5% (6.087) cu vârste cuprinse între 25 și 44 de ani, 34,5% (9.303) cu vârste cuprinse între 45 și 64 de ani și 12,5% (3.367) cu vârste de 65 de ani sau mai mult. Vârsta mediană a populației era de 42,9 ani.
Din punct de vedere al genului, la fiecare 100 de femei existau 92,7 bărbați, iar la fiecare 100 de femei cu vârsta de 18 ani și peste, existau 88,9 bărbați. Orașul Benicia avea 11.306 unități de locuit, cu o densitate medie de 719,2 pe milă pătrată (277,7/km2). Dintre acestea, 70,5% erau ocupate de proprietari și 29,5% de chiriași. Rata de neocupare a locuințelor era de 2,0%, iar rata de neocupare a locuințelor de închiriat era de 6,1%.
În ceea ce privește tipul de locuințe, 72,2% din populația orașului locuia în unități de locuit ocupate de proprietari, în timp ce 27,7% locuiau în unități de locuit închiriate. 

## Economie
Potrivit Raportului financiar anual al orașului din 2011, principalii angajatori din orașul Benicia erau următorii:
1. Valero - 516 de angajați
2. Benicia Unified School District - 465 de angajați
3. Dunlop Manufacturing - 248 de angajați
4. Orașul Benicia - 229 de angajați
5. CytoSport - 221 de angajați
6. Bio-Rad Laboratories - 209 de angajați
7. Coca-Cola Refreshments - 162 de angajați
8. Valley Fine Foods - 133 de angajați
9. Pepsi Beverages Company - 119 de angajați
10. 1-800 Radiator & A/C - 106 de angajați

## Artă și cultură
Benicia găzduiește o varietate de evenimente artistice și culturale pe parcursul anului, iar trei dintre cele mai cunoscute evenimente sunt Arts in the Park, Târgul Peddler's Fair și parada de 4 iulie.
- Arts in the Park este un eveniment anual de vară care are loc în Benicia City Park[13] și este o sărbătoare a artei. Evenimentul include expoziții de artă, prezentări de artiști și vânzări de artă și produse de artizanat. De asemenea, se organizează activități pentru copii și muzică live, iar evenimentul atrage mulți vizitatori din oraș și din împrejurimi.

- Târgul Peddler's Fair din Benicia este unul dintre cele mai mari târguri de stradă din nordul Californiei și a început în 1963 cu câteva magazine de colecție și antichități care își expuneau obiectele pe mesele din fața Bisericii St. Paul.[14] Acest eveniment în aer liber continuă să atragă comercianți și vizitatori din întreaga regiune, oferind o varietate de produse de la antichități și colecții, la bijuterii și produse de artizanat. Târgul se desfășoară pe străzile principale din centrul orașului Benicia și este însoțit de muzică live și activități pentru copii.

- În mod tradițional, parada de 4 iulie din Benicia se întinde de-a lungul străzii First Street și este un eveniment important în comunitate. Parada include muzică, dansuri, care alegorice, cai, clovni și divertisment live, iar mulți rezidenți și turiști sunt prezenți pentru a sărbători Ziua Independenței. Parada este precedată de un mic dejun în parc și urmată de un foc de artificii în Benicia City Park.

Comunitatea portugheză din Benicia sărbătorește în fiecare an, în a patra duminică din iulie, sărbătoarea Sfântului Duh. Această sărbătoare continuă o tradiție începută de regina Sfânta Isabel a Portugaliei, care a fost cunoscută pentru grija sa pentru cei săraci. Sărbătoarea începe cu o paradă care merge până la Biserica Sfântul Dominic, urmată de o slujbă religioasă. După ceremonie, are loc o licitație și un dans, la care participă întreaga comunitate. Parada Sfântului Duh a sărbătorit centenarul în Benicia în 2007.
Benicia este, de asemenea, un oraș cu o istorie bogată legată de navigație și transportul naval. În trecut, orașul a fost un important port comercial și naval, iar astăzi, istoria sa maritimă este celebrată în Muzeul de Istorie și Arte din Benicia. Muzeul găzduiește o colecție impresionantă de artefacte și exponate care ilustrează istoria maritimă a orașului,inclusiv nave, instrumente de navigație, hărți și documente istorice. Muzeul este deschis pentru vizitatori și organizează evenimente și programe educaționale pentru a ajuta la păstrarea și promovarea istoriei maritime a orașului.
Benicia are o comunitate activă de navigatori și oferă o varietate de activități de navigație și evenimente. În plus față de navigația individuală în Benicia Marina, există mai multe competiții și evenimente organizate. În timpul lunilor de vară, există o competiție de curse de iahturi în serile de joi, sponsorizată deBenicia Yacht Club. Yacht Clubul co-sponsorizează regata anuală Jazz Cup împreună cu South Beach Yacht Club și sponsorizează, de asemenea, un program de navigație pentru tineri care oferă o pregătire extinsă.
Clubul de caiac din Benicia oferă, de asemenea, o gamă de activități de navigație și evenimente pentru membrii săi, inclusiv excursii de caiac și cursuri de navigație. De asemenea, există o comunitate activă de pescari, care profită de apele din jurul orașului pentru a prinde o varietate de specii de pești.

## Educație
Benicia Unified School District administrează toate școlile publice din orașul Benicia. Există patru școli primare în districtul școlar, inclusiv Matthew Turner Elementary School (în numele unui celebru constructor naval local), Robert Semple Elementary School (numită după unul dintre fondatorii orașului), Mary Farmar Elementary School și Joe Henderson Elementary School (numită după un educator și superintendent școlar local).
În plus, districtul are o școală medie, Benicia Middle School, și două licee: Benicia High School și Liberty High School. Benicia High School este liceul principal al districtului și oferă o gamă largă de programe academice și extracurriculare pentru elevi. Liberty High School este o școală alternativă pentru elevii care au nevoie de un mediu de învățare diferit sau care au nevoie de programe academice și de asistență socială suplimentare.

## Transport

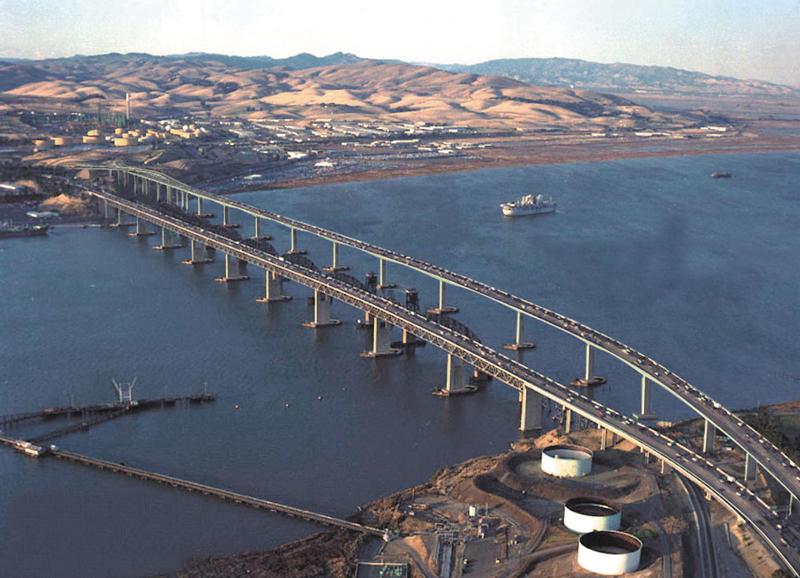
Podul Benicia-Martinez traversează strâmtoarea Carquinez, făcând legătura între Benicia, la nord, și Martinez, la sud.

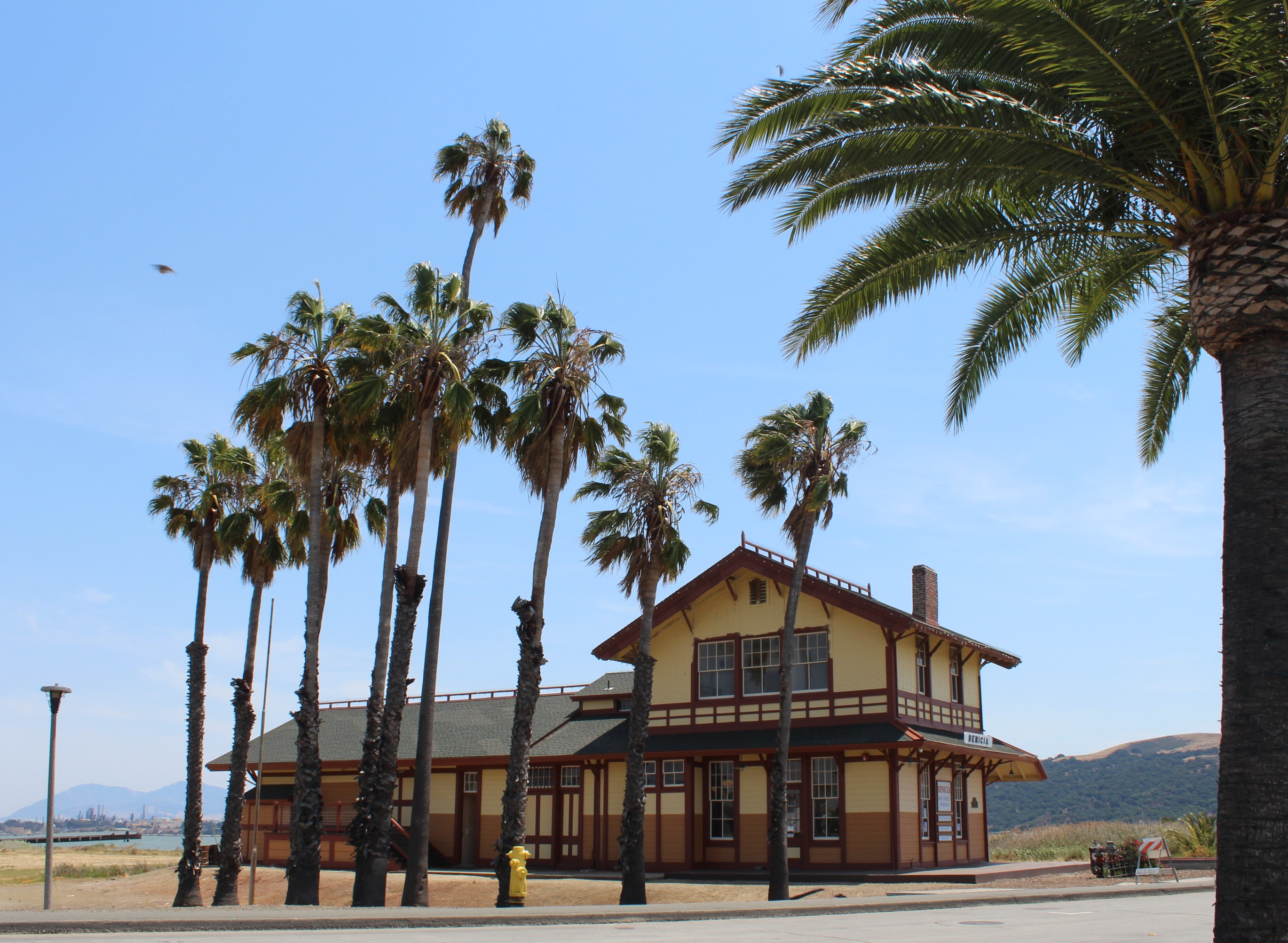
Depoul istoric de trenuri.

Benicia nu are o linie feroviară directă, dar există opțiuni de transport cu autobuzul prin SolTrans și SolanoExpress. SolTrans oferă servicii de transport local în Benicia și în zonele înconjurătoare, cu autobuze care circulă pe rutele principale și care ajung la destinații populare din oraș și din împrejurimi. SolanoExpress oferă servicii de transport între comunitățile din întreaga regiune, inclusiv servicii de transport către San Francisco și alte orașe importante din zonă.
Podul Benicia-Martinez Bridge oferă o legătură importantă auto și feroviară peste strâmtoarea Carquinez. Podul este utilizat de o mulțime de oameni care călătoresc în fiecare zi între Benicia și alte comunități din regiune, iar pistele pentru bicicliști și pietoni care au fost deschise în august 2009, oferă o opțiune suplimentară de transport pentru acești utilizatori.
În plus, Benicia Marina oferă o gamă completă de servicii pentru ambarcațiuni și este situată la doar două străzi decartierul principal din centrul orașului. Marina are un doc pentru combustibil, o stație de pompare, o rampă de lansare, un magazin general, o spălătorie, precum și toalete și dușuri pentru utilizatorii săi. Aceasta este o opțiune populară pentru cei care doresc să navigheze pe apele din jurul orașului Benicia.
În ceea ce privește transportul aerian, cel mai apropiat aeroport comercial este Aeroportul Internațional din Oakland, care se află la aproximativ o oră de mers cu mașina de Benicia. Aeroportul Internațional din Sacramento este, de asemenea, o opțiune la aproximativ o oră și jumătate de mers cu mașina. Pentru zboruri internaționale, Aeroportul Internațional din San Francisco este cel mai apropiat aeroport important, la aproximativ două ore de mers cu mașina de Benicia.

## Personalități

#### Artiști și designeri
- Robert Arneson (1930-1992), un sculptor și profesor de ceramică în cadrul Departamentului de Artă de la UC Davis. Arneson a fost un pionier al mișcării de artă funk și a fost cunoscut pentru lucrările sale satirice și autoironice.
- Linda Fleming (născută în 1945), un sculptor și profesor de artă la CCA (California College of the Arts). Fleming este cunoscută pentru lucrările sale monumentale de artă publică, care includ sculpturi de metal și instalații.
- Addison Mizner (1872-1933), un arhitect vizionar de stațiune, născut în Benicia. Mizner a fost unul dintre cei mai influenți arhitecți ai secolului al XX-lea și a creat unele dintre cele mai frumoase proprietăți de lux din Florida și California.
- Manuel Neri (1930-2021), un sculptor, a avut un atelier în Benicia din 1965 până la moartea sa în 2021.Neri a fost cunoscut pentru lucrările sale de sculptură figurativă și pentru utilizarea materialelor precum bronzul, marmura și piatra. Lucrările sale pot fi găsite în colecții importante de artă din întreaga lume.
- Guillermo Wagner Granizo (1923-1995), un muralist de plăci ceramice, s-a mutat în Benicia în 1980. Granizo a fost cunoscut pentru lucrările sale de artă publică, care includ numeroase mozaicuri și sculpturi din plăci ceramice. Unele dintre lucrările sale cele mai cunoscute se găsesc în clădiri publice și parcuri din California.

#### Politicieni
- Serranus Clinton Hastings, un membru al Congresului SUA și fondator al Colegiului de Drept Hastings de la Universitatea din California. Hastings a jucat un rol important în dezvoltarea sistemului juridic din California și a fost unul dintre fondatorii orașului Benicia.[16]
- Lansing Mizner, un judecător al comitatului Solano și președinte al Senatului Californiei. Mizner a fost unul dintre cei mai influenți politicieni din California din anii 1920 și a jucat un rol important în guvernarea orașului Benicia.

#### Sportivi
- Austin Carr, un jucător de fotbal american din NFL. Carr a jucat pentru mai multe echipe din NFL în timpul carierei sale, inclusiv San Francisco 49ers și New England Patriots.
- John C. Heenan, un boxer cunoscut sub numele de „The Benicia Boy” (Băiatul Benicia). Heenan a fost unul dintre cei mai de succes boxeri din anii 1860 și a devenit cunoscut la nivel național pentru abilitățilesale în ring.
- Willie Calhoun, un jucător profesionist de baseball care a jucat la San Francisco Giants. Calhoun a crescut în Benicia și a fost unul dintre cei mai talentați jucători de baseball din regiunea sa.

#### Scriitori
- Stephen Vincent Benét, autorul cărții „Diavolul și Daniel Webster” și al altor povestiri și poezii. Benét a locuit în Arsenal în tinerețe și a fost influențat de istoria și cultura orașului Benicia în scrierile sale.
- Jack London, un scriitor cunoscut pentru romanul Chemarea străbunilor și alte lucrări. London a lucrat în industria locală de pescuit și a început să scrie în timp ce locuia în Benicia. El a fost influențat de peisajul natural al orașului și de viața marină a zonei.
- Wilson Mizner, un dramaturg născut în Benicia. Mizner a fost cunoscut pentru lucrările sale satirice și a fost unul dintre cei mai reprezentativi scriitori ai perioadei de după Primul Război Mondial. El a scris despre viața în Hollywood și despre cultura americană a anilor 1920.
- Elsie Robinson, o jurnalistă, poetă, memorialistă și scriitoare de povestiri americane, cunoscută pentru rubrica sa sindicalizată de Hearst „Ascultă, lume!”. Robinson s-a născut în Benicia și a scris despre viața în comunitatea locală și despre problemele sociale și politice ale timpului său.